# Мюллеров проток

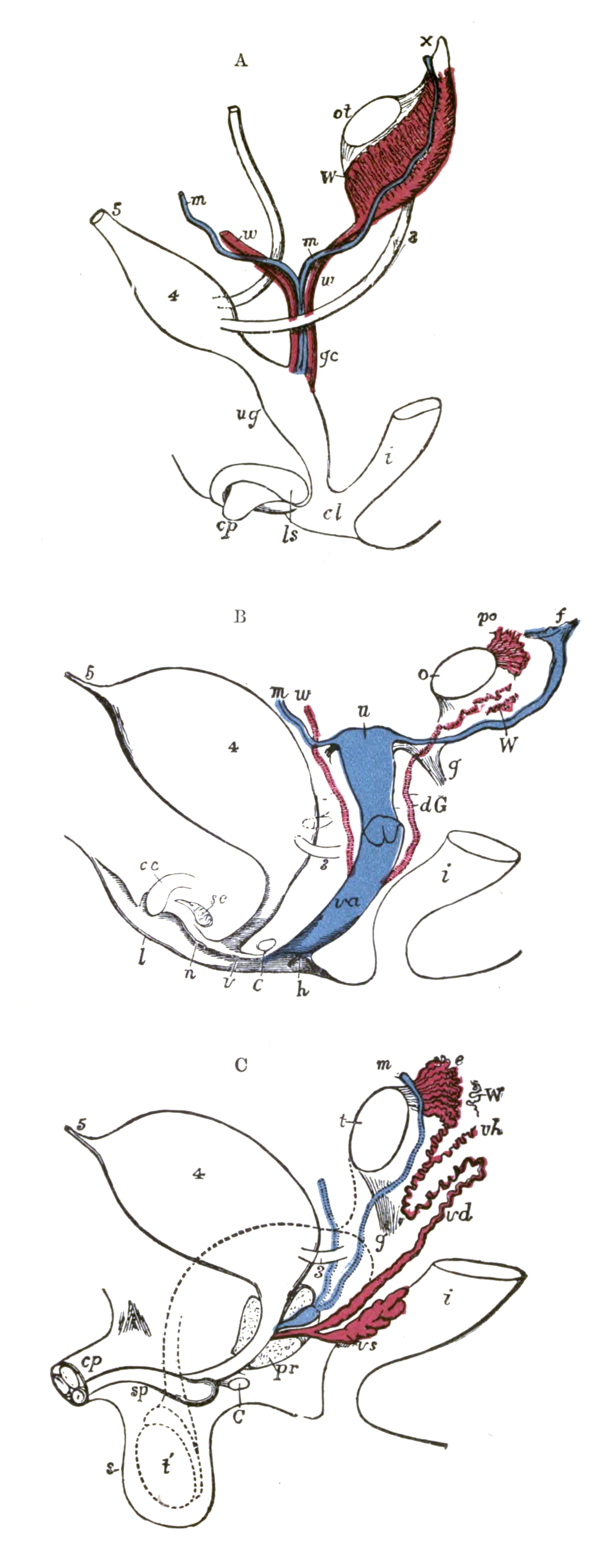
Мюллеров проток (синего цвета): развит у женщин (в середине), дегенерировал у мужчин (снизу)

Мю́ллеров прото́к (кана́л, ход), или парамезонефри́ческий прото́к, или же́нский прото́к (лат. ductus Mülleri, ductus paramesonephricus) — парный канал со сросшейся дистальной частью, соединяющий у эмбрионов позвоночных головную почку с полостью клоаки. Назван в честь немецкого анатома и физиолога Иоганна Мюллера, который описал его в работе 1830 года «Развитие половых органов» (нем. Bildungsgeschichte der Genitalien).

## Человек
В ходе внутриутробного развития человека мюллеров канал образуется на втором месяце из желобков целомического эпителия, параллельных мезонефрическому протоку (вольфову каналу). У женщин из мюллерова протока развиваются матка, фаллопиевы трубы и часть влагалища. У мужчин он редуцируется в простатическую маточку и привесок яичка. 

## Другие позвоночные
У самок позвоночных мюллеров канал (вместе с одной из воронок головной почки) формирует яйцевод. Исключение составляют круглоротые (не имеют половых протоков, гаметы проникают в дистальные отделы вольфова канала через половые поры), и большинство костных рыб (их половые протоки, как яйцеводы, так и семяпроводы, — это новообразование).
У самцов мюллеровы каналы сохраняются у хрящевых рыб (семенной мешок), двоякодышащих, некоторых хрящевых ганоидов и бесхвостых земноводных; в остальных группах редуцируется.